# Зільберталь
Зільберталь (нім. Silbertal) — містечко й громада округу Блуденц в землі Форарльберг, Австрія. Зільберталь лежить на висоті 889 м над рівнем моря і займає площу 88,65 км². Громада налічує 860 мешканців. Густота населення 10/км².  
Округ Блуденц лежить на півдні Форальбергу і межує зі Швейцарією. Місцеве населення, як і мешканці всього Форальбергу, розмовляє алеманським діалектом німецької мови, а тому ближче до швейцарців, ніж до населення більшої частини Австрії, яке розмовляє баварсько-австрійським діалектом. Основною індустрією Форальбергу є спортивний туризм, і кожен населений пункт має розвинуту інфраструктуру: транспорт, готелі тощо.     
Громада Зіберталь займає майже всю однойменну долину. 
|                                      |
| Зільберталь на мапі округу та землі. |

Адреса управління громади: Zentrum 256, 6782 Silbertal. 

## Демографія
Історична динаміка населення міста за даними сайту Statistik Austria

## Галерея

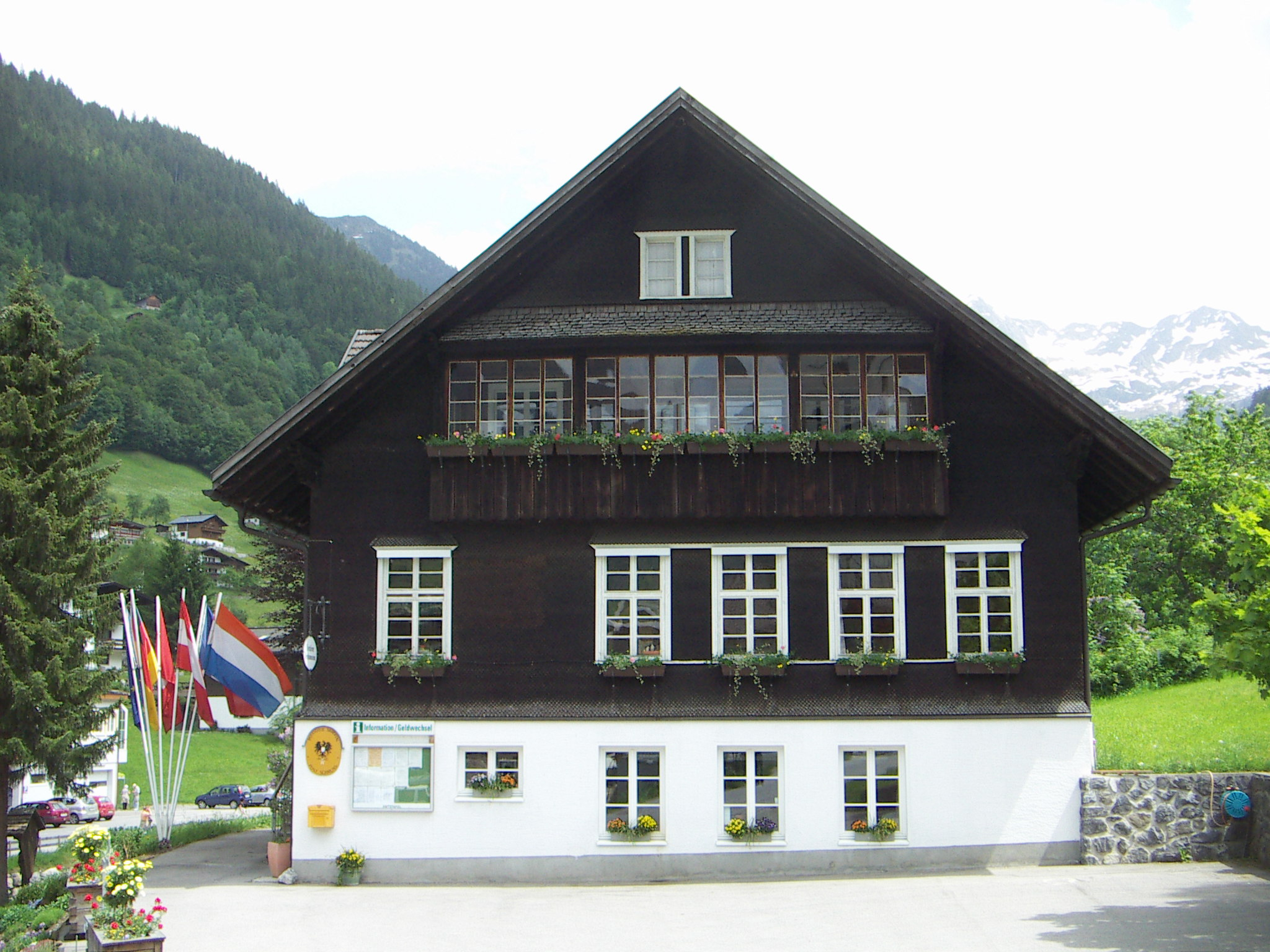
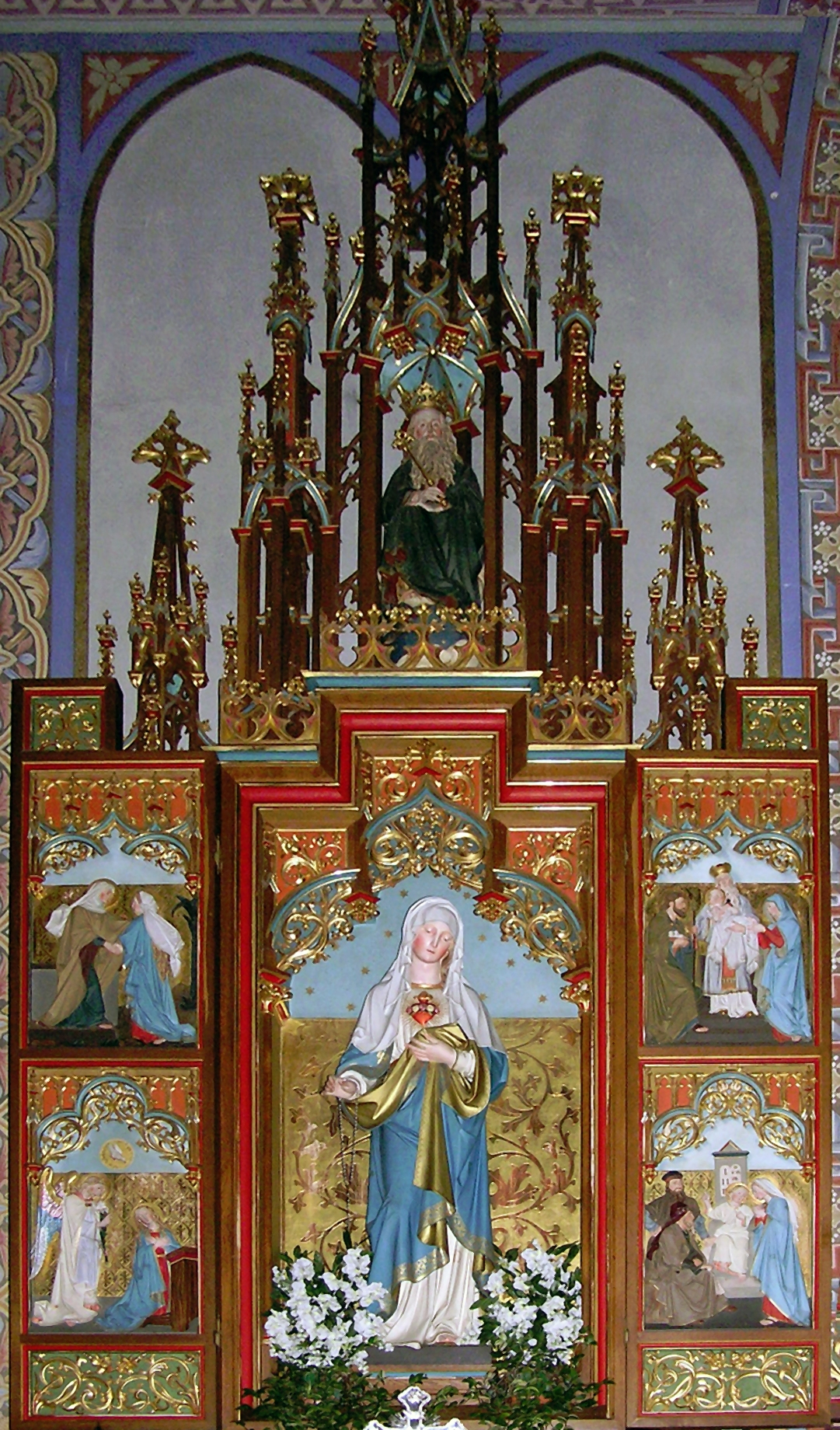
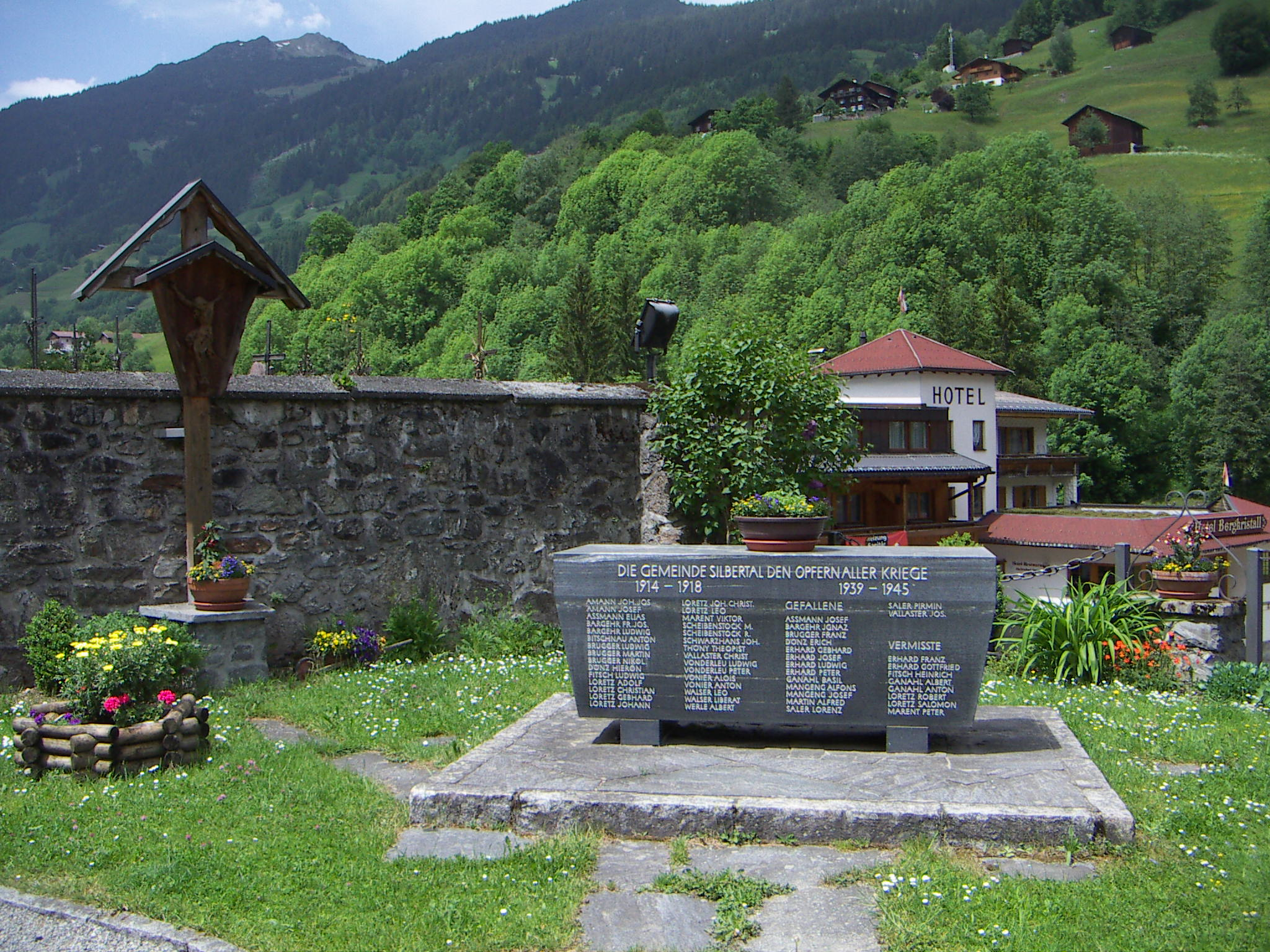